# Bortnen
Bortnen – wieś w zachodniej Norwegii, w okręgu Sogn og Fjordane, w gminie Bremanger. Wieś leży u ujścia rzeki Bortneelva, na wschodnim brzegu fiordu Bortnefjorden – odnogą fiordu Frøysjøen, wzdłuż norweskiej drogi nr 616. Bortnen znajduje się 9 km na południe od miejscowości Rugsund i około 15 km na północ od centrum administracyjnego gminy – Svelgen. 
W 2013 roku oddano do użytku tunel (Bortnetunnelen) o długości około 4760 m, który ułatwił połączenie m.in. z miejscowością Svelgen.
We wsi w 2001 roku mieszkało 97 osób.